# Juan Urrutia
Juan Urrutia Elejalde (Bilbao, 16 de marzo de 1944) es economista español.

## Vida
Se licenció en la Universidad de Deusto 1967 y marchó después a Estados Unidos a cursar estudios de Doctorado en Economía en la Universidad de Boulder. A su vuelta, en el verano del 1972, obtuvo también el doctorado en Derecho. Enseñó desde 1973 a 1989 en la Universidad del País Vasco, primero como profesor agregado y luego como catedrático. Fue también decano entre 1980 y 1982. A principios de la década de 1990 fue a Madrid para contribuir a la creación la Universidad Carlos III, de la que actualmente es catedrático de Teoría Económica (en excedencia). En 1984 fue durante nueve meses consejero de Educación, Universidades e Investigación del País Vasco, dentro del gobierno de Carlos Garaikoetxea. En la década de 1990 fue consejero del BBVA.
Hasta junio de 2007 fue presidente del Consejo Editorial del periódico Expansión y de la revista Actualidad Económica, siendo sustituido por Manuel Conthe. Ha sido, asimismo, presidente de la Fundación Urrutia Elejalde, cuya misión era hasta 2018, fecha de su extinción, profundizar en las raíces filosóficas de la economía y promover el análisis económico multidisciplinar.

## Obra
Juan Urrutia Elejalde tiene una extensa obra en la que han destacado sus aportaciones pioneras en los años ochenta y noventa sobre Economía de la Cultura, Teoría de la Innovación y Teoría de las redes sociales. Ha prestado especial atención a los aspectos económicos de las TIC, desde una perspectiva original. En ella ha ido incorporando, progresivamente, elementos nuevos al análisis económico tradicional como las ideas sobre "sesgos cognitivos", la cultura posmoderna y, en general, numerosas referencias de la filosofía contemporánea.
Algunos de sus textos más sobresalientes se refieren a continuación:
- Metaeconomía (con F. Grafe). Ed. Desclèe de Brouwer. Bilbao, 1982
- Economía Neoclásica (Seducción y verdad). Ed. Pirámide. Madrid, 1983
- Economía Posmoderna. Inteligibilidad y Sentido. Ed. UPV/EHU. Bilbao, 1990
- Innovar, ¿para qué?. Ed. Fundación Babcock para la Innovación Tecnológica. Bilbao, 1994
- Redes de personas, Internet y la lógica de la abundancia. Un paseo por la Nueva Economía, Ekonomiaz, vol.46, 2001, pp. 182-201
- Economía en Porciones. Pearson Educación, 2003. Disponible en formato electrónico Archivado el 17 de abril de 2006 en Wayback Machine.
- Aburrimiento, Rebeldía y Ciberturbas, 2003. Análisis del fenómeno de las ciberturbas. Disponible en formato electrónico Archivado el 17 de junio de 2006 en Wayback Machine.
- La Mirada del Economista. Editorial Biblioteca Nueva, 2004
- Economía en porciones, Prentice-Hall, 2003
- El capitalismo que viene, Colección Planta 29, Ediciones El cobre, 2008.

### Estudios introductorios y capítulos en libros colectivos
- Comment on Dornbusch. Libro colectivo: International Monetary Problems, Claasen y Salin eds. Ed. North Holland. Ámsterdam, 1975
- Comprobación Analítico-Espectral de una Ley Neomarxista. Libro: Ensayos de Economía. Facultad de CC.EE. UPV/EHU. Bilbao, 1981
- Keynes y la Agregación (con Mª.C. Gallastegui). Libro: La Herencia de Keynes. Ed. Alianza Editorial. Madrid, 1988
- Discussion of Dreze and Polemarchakis. Libro colectivo: Monetary Theory as a Basis of Monetary Policy. Ed. International Economic Association. 2002
- Supervisión bancaria en la UME: Comentario al trabajo de X. Vives. Libro colectivo: El Euro y sus repercusiones sobre la Economía Española. Ed. FBBV. 1999
- Estudio Introductorio a "El problema del Carbón" (de W.S. Jevons), Pirámide, Madrid,2000
- La Potencia Semántica de la Retórica (un planteamiento de óptimo subsidiario y racionalidad limitada) en el libro colectivo Objetividad, Realismo y Retórica. Nuevas perspectivas de metodología económica. Marqués, G., A. Ávila y W.J. González (eds.), Fondo de Cultura económica,2003, pp. 63-86.